# Lineare Differenzengleichung
Lineare Differenzengleichungen (auch lineare Rekursionsgleichungen, selten C-Rekursionen oder lineare Rekurrenz von engl. linear recurrence relation) sind Beziehungen einer besonders einfachen Form zwischen den Gliedern einer Folge.

## Beispiel
Ein bekanntes Beispiel einer Folge, die einer linearen Differenzengleichung genügt, ist die Fibonacci-Folge.
Mit der linearen Differenzengleichung
{\displaystyle f_{n}=f_{n-1}+f_{n-2}\quad (n=2,3,4,\dots )}
und den Anfangswerten {\displaystyle f_{0}=0} und {\displaystyle f_{1}=1}
ergibt sich die Folge
0, 1, 1, 2, 3, 5, 8, 13, …
Jedes Folgenglied (abgesehen von den beiden Anfangswerten) ist also die Summe der beiden vorherigen.
Allgemein nennt man jede Gleichung der Form
{\displaystyle f_{n}=a_{1}f_{n-1}+a_{2}f_{n-2}}
mit gegebenen Koeffizienten {\displaystyle a_{1}} und {\displaystyle a_{2}} eine (homogene) lineare Differenzengleichung 2. Ordnung (mit konstanten Koeffizienten). Eine Folge {\displaystyle F=(f_{0},f_{1},f_{2},\dots ),} welche die Gleichung für {\displaystyle n=2,3,4,\dots } erfüllt, heißt Lösung der Differenzengleichung. Diese Lösungen sind durch die zwei Anfangswerte eindeutig definiert.
Die Fibonacci-Folge ist also eine Lösung der Differenzengleichung, die durch {\displaystyle a_{1}=a_{2}=1} definiert ist. Die Folge ist durch die Anfangswerte {\displaystyle f_{0}=0} und {\displaystyle f_{1}=1} eindeutig bestimmt.

## Allgemeine Theorie
Eine lineare Differenzengleichung {\displaystyle k}-ter Ordnung über einem Körper {\displaystyle \mathbb {K} } ist von der Form
{\displaystyle \sum _{i=0}^{k}a_{i}(n)f_{n-i}=b(n),}
wobei {\displaystyle a_{i}(n)\in \mathbb {K} ,a_{0}(n)\neq 0,n\in \mathbb {N} ,n\geq k}. Die lineare Differenzengleichung wird dabei von den Koeffizienten {\displaystyle a_{0}(n),a_{1}(n),\dots ,a_{k}(n)} und der Funktion {\displaystyle b(n)} definiert. Eine Zahlenfolge {\displaystyle F=(f_{0},f_{1},f_{2},\dots )}, die für alle {\displaystyle n\geq k} die Gleichung erfüllt, heißt Lösung der Differenzengleichung. Diese unendliche Folge ist durch ihre {\displaystyle k} Anfangswerte {\displaystyle f_{0},f_{1},\dots ,f_{k-1}} eindeutig bestimmt. Ist {\displaystyle b(n)=0} für alle {\displaystyle n\geq k}, so heißt die Gleichung homogen, ansonsten heißt sie inhomogen. Die Zahlenfolge {\displaystyle f_{n}=0} für alle {\displaystyle n} erfüllt alle homogenen Gleichungen und heißt deshalb triviale Lösung.
Ohne Beschränkung der Allgemeinheit kann {\displaystyle a_{0}(n)=-1} angenommen werden. Damit erhält man eine alternative Darstellung, die die Berechnungsvorschrift für {\displaystyle f_{n}} aus den {\displaystyle k} vorhergehenden Werten anschaulicher verdeutlicht:
{\displaystyle f_{n}=a_{1}(n)f_{n-1}+a_{2}(n)f_{n-2}+\dots +a_{k}(n)f_{n-k}-b(n)=\sum _{i=1}^{k}a_{i}(n)f_{n-i}-b(n),}
wobei {\displaystyle a_{i}(n)\in \mathbb {K} ,n\in \mathbb {N} ,n\geq k}.

### Rechenregeln
- Sind {\displaystyle F} und {\displaystyle G} Lösungen der homogenen linearen Differenzengleichung {\displaystyle \textstyle \sum _{i=0}^{k}a_{i}(n)f_{n-i}=0}, dann ist auch {\displaystyle \alpha F+\beta G} für beliebige {\displaystyle \alpha ,\beta \in \mathbb {K} } eine Lösung.
- Sind {\displaystyle F} und {\displaystyle G} Lösungen der inhomogenen linearen Differenzengleichung {\displaystyle \textstyle \sum _{i=0}^{k}a_{i}(n)f_{n-i}=b(n)}, dann ist {\displaystyle F-G} eine Lösung der zugehörigen homogenen linearen Differenzengleichung mit {\displaystyle b(n)=0} für alle {\displaystyle n\geq k}.
- Ist {\displaystyle F} eine Lösung der inhomogenen linearen Differenzengleichung {\displaystyle \textstyle \sum _{i=0}^{k}a_{i}(n)f_{n-i}=b(n)} und {\displaystyle G} eine Lösung der zugehörigen homogenen linearen Differenzengleichung mit {\displaystyle b(n)=0} für alle {\displaystyle n\geq k}, dann ist auch {\displaystyle F+\alpha G} für beliebige {\displaystyle \alpha \in \mathbb {K} } eine Lösung der inhomogenen linearen Differenzengleichung.

## Lösungstheorie homogener linearer Differenzengleichungen 2. Ordnung mit konstanten Koeffizienten

### Ansatz mit einer geometrischen Folge
Die erste Idee zur Lösung besteht in der Beobachtung, dass derartige Folgen meist exponentiell wachsen. Das legt den ersten Ansatz {\displaystyle f_{n}=\lambda ^{n}} mit einem festen {\displaystyle \lambda \in \mathbb {K} } nahe. Eingesetzt ergibt das
{\displaystyle \lambda ^{n}=a_{1}\lambda ^{n-1}+a_{2}\lambda ^{n-2}\quad (n=2,3,4,\dots ),}
d. h.
{\displaystyle \lambda ^{2}-a_{1}\lambda -a_{2}=0.}
Diese quadratische Gleichung heißt charakteristische Gleichung der Rekursion. Folgen der Form {\displaystyle f_{n}=\lambda ^{n}} mit einem {\displaystyle \lambda }, das Lösung der charakteristischen Gleichung ist, erfüllen also die gewünschte Rekursionsgleichung.

### Ansatz mit Hilfe des Superpositionsprinzips
Die zweite Idee ist die der Superposition: Sind {\displaystyle F} und {\displaystyle G} Folgen, die die Rekursionsgleichung erfüllen, so gilt das auch für die Folge {\displaystyle H} mit
{\displaystyle h_{n}=c_{1}f_{n}+c_{2}g_{n}}
mit beliebigen Konstanten {\displaystyle c_{1},c_{2}\in \mathbb {K} }. Man kann das auch so ausdrücken: Die Menge aller Folgen, die die Rekursionsgleichung erfüllen, bildet einen Vektorraum über {\displaystyle \mathbb {K} }.
Sind jetzt Anfangswerte {\displaystyle f_{0},f_{1}} gegeben, und hat die charakteristische Gleichung zwei verschiedene Lösungen {\displaystyle \lambda _{1},\lambda _{2}}, so können die Koeffizienten {\displaystyle c_{1},c_{2}} aus dem folgenden linearen Gleichungssystem bestimmt werden:
{\displaystyle f_{0}=c_{1}\lambda _{1}^{0}+c_{2}\lambda _{2}^{0}=c_{1}+c_{2}}
{\displaystyle f_{1}=c_{1}\lambda _{1}^{1}+c_{2}\lambda _{2}^{1}=c_{1}\lambda _{1}+c_{2}\lambda _{2}}
Dann gilt {\displaystyle f_{n}=c_{1}\lambda _{1}^{n}+c_{2}\lambda _{2}^{n}} für alle {\displaystyle n}.
Im Beispiel der Fibonacci-Folge sind
{\displaystyle \lambda _{1/2}={\frac {1\pm {\sqrt {5}}}{2}},\quad c_{1}={\frac {1}{\sqrt {5}}}=-c_{2},}
es ergibt sich also die sogenannte Binet-Formel
{\displaystyle f_{n}={\frac {1}{\sqrt {5}}}(\lambda _{1}^{n}-\lambda _{2}^{n}).}

### Sonderfall: Die charakteristische Gleichung hat eine doppelte Lösung
Hat die charakteristische Gleichung nur eine Lösung, das heißt eine doppelte Nullstelle {\displaystyle \lambda ,} so wird die homogene Differenzengleichung auch von der Folge {\displaystyle {\big (}n\lambda ^{n-1}{\big )}} gelöst (diese beginnt mit {\displaystyle 0\lambda ^{-1}=0,} was für {\displaystyle \lambda =0} noch so festgelegt sei). Die allgemeine Lösung hat die Form
{\displaystyle f_{n}=c_{1}\lambda ^{n}+c_{2}n\lambda ^{n-1}.}
Beispielsweise erfüllt {\displaystyle f_{n}=n} (also {\displaystyle c_{1}=0,c_{2}=1,\lambda =1}) die Rekursionsgleichung
{\displaystyle f_{n}=2f_{n-1}-f_{n-2}.}

## Lösung linearer Differenzengleichungen mit konstanten Koeffizienten
Eine lineare Differenzengleichung mit konstanten Koeffizienten hat die Form
{\displaystyle \sum _{i=0}^{k}a_{i}f_{n-i}=b(n),}
wobei alle {\displaystyle a_{i}} konstant sind.

### Lösung der homogenen Gleichung
Mit dem Ansatz {\displaystyle f_{n}=\lambda ^{n}} wird eine nichttriviale Lösung der homogenen Gleichung
{\displaystyle \textstyle \sum _{i=0}^{k}a_{i}f_{n-i}=0} ermittelt. {\displaystyle a_{0}} sei o. B. d. A. gleich {\displaystyle -1}. Dies führt auf die charakteristische Gleichung {\displaystyle \textstyle \lambda ^{n}-\sum _{i=1}^{k}a_{i}\lambda ^{n-i}=0}. Die verschiedenen Nullstellen der Gleichung ergeben dann linear unabhängige Lösungsfolgen und damit Lösungen der homogenen Gleichung.
Sind die Nullstellen nicht verschieden, so kommt die zu einer mehrfachen Nullstelle gehörende Lösungsfolge mit einem Faktor in der Lösung vor, der ein Polynom in {\displaystyle n} mit einem Grad kleiner als die Vielfachheit der Nullstelle ist.
Beispiel:
| {\displaystyle 3f_{n}=-2f_{n-1}+5f_{n-2}}                                         | Homogene Differenzengleichung |
| {\displaystyle 3\lambda ^{n}+2\lambda ^{n-1}-5\lambda ^{n-2}=0}                   | Ansatz: {\displaystyle f_{j}=\lambda ^{j}} |
| {\displaystyle 3\lambda ^{2}+2\lambda -5=0}                                       | Charakteristische Gleichung mit {\displaystyle \textstyle \lambda _{1{,}2}=-{\frac {1}{3}}\pm {\frac {4}{3}}\in \left\{-{\frac {5}{3}},1\right\}} |
| {\displaystyle \textstyle f_{n}=c_{1}\left(-{\frac {5}{3}}\right)^{n}+c_{2}1^{n}} | Lösung der Gleichung als Linearkombination spezieller Lösungen. Die Konstanten {\displaystyle c_{1}} und {\displaystyle c_{2}} können aus zwei Anfangswerten von {\displaystyle F}, {\displaystyle f_{0}} und {\displaystyle f_{1}} bestimmt werden. |

### Partikuläre Lösung
Die Bestimmung geschieht hier analog zu Differentialgleichungen.
| Störfunktion b(n)                                         | Ansatz partikuläre Lösung                                               |
| --------------------------------------------------------- | ----------------------------------------------------------------------- |
| Konstante                                                 | Konstante                                                               |
| Polynom                                                   | Polynom gleichen Grades                                                 |
| {\displaystyle u^{n}}                                     | {\displaystyle k\cdot u^{n}}                                            |
| {\displaystyle \sin(\alpha \cdot n),\cos(\alpha \cdot n)} | {\displaystyle A\cdot \sin(\alpha \cdot n)+B\cdot \cos(\alpha \cdot n)} |

In der letzten Zeile wird {\displaystyle \mathbb {K} =\mathbb {R} } angenommen. Falls der Ansatz bereits eine Lösung der zugehörigen homogenen Differenzengleichung sein sollte, ist er mit {\displaystyle n,n^{2},n^{3}} zu multiplizieren, bis er eine Lösung der inhomogenen Gleichung liefert.

### Beispiel
Gegeben ist eine Folge {\displaystyle F} mit {\displaystyle f_{0}=2,\quad f_{1}=5,\quad f_{n}=5f_{n-1}-6f_{n-2}+(n-2)}. Gesucht ist die explizite Formel.
Wir suchen zuerst die allgemeine Lösung für die homogene Rekursionsgleichung.
| {\displaystyle f_{n}-5f_{n-1}+6f_{n-2}=n-2}                                                             | Inhomogene Rekursionsgleichung                                                                           |
| {\displaystyle f_{\mathrm {homogen} ,n}-5f_{\mathrm {homogen} ,n-1}+6f_{\mathrm {homogen} ,n-2}=0}      | Homogene Rekursionsgleichung, Ansatz: {\displaystyle f_{\mathrm {homogen} ,n}=\lambda ^{n}}              |
| {\displaystyle \lambda ^{n}-5\lambda ^{n-1}+6\lambda ^{n-2}=\lambda ^{n-2}(\lambda ^{2}-5\lambda +6)=0} | Kürzen von {\displaystyle \lambda ^{n-2}}, Lösungen {\displaystyle \lambda =0} verfallen                 |
| {\displaystyle \lambda ^{2}-5\lambda +6=0}                                                              | Charakteristische Gleichung, Lösungen: {\displaystyle \lambda _{1}=2} und {\displaystyle \lambda _{2}=3} |
| {\displaystyle f_{\mathrm {homogen} ,n}=c_{1}\cdot 2^{n}+c_{2}\cdot 3^{n}}                              | Allgemeine Lösung der homogenen Rekursionsgleichung                                                      |

Nun suchen wir eine spezielle Lösung der inhomogenen Rekursionsgleichung, die partikuläre Lösung.
| {\displaystyle f_{n}-5f_{n-1}+6f_{n-2}=n-2} | Inhomogene Rekursionsgleichung, Ansatz: {\displaystyle f_{\mathrm {partikulaer} ,n}=c_{3}n+c_{4}} |

{\displaystyle c_{3}n+c_{4}-5(c_{3}(n-1)+c_{4})+6(c_{3}(n-2)+c_{4})=n-2}
| {\displaystyle 2c_{3}n-7c_{3}+2c_{4}=n-2}                                              | Lösung durch Koeffizientenvergleich: {\displaystyle \textstyle c_{3}={\frac {1}{2}},c_{4}={\frac {3}{4}}} |
| {\displaystyle \textstyle f_{\mathrm {partikulaer} ,n}={\frac {1}{2}}n+{\frac {3}{4}}} | Partikuläre Lösung                                                                                        |

Gemäß den obigen Rechenregeln erhalten wir mit {\displaystyle \textstyle f_{n}=f_{\mathrm {homogen} ,n}+f_{\mathrm {partikulaer} ,n}=c_{1}\cdot 2^{n}+c_{2}\cdot 3^{n}+{\frac {1}{2}}n+{\frac {3}{4}}} alle Lösungen der inhomogenen Rekursionsgleichung. Nun müssen {\displaystyle c_{1}} und {\displaystyle c_{2}} noch so bestimmt werden, dass {\displaystyle f_{0}=2} und {\displaystyle f_{1}=5} gilt.
|                      | {\displaystyle \textstyle c_{1}\cdot 2^{n}+c_{2}\cdot 3^{n}+{\frac {1}{2}}n+{\frac {3}{4}}=f_{n}} |
| {\displaystyle n=0}: | {\displaystyle \textstyle c_{1}+c_{2}+{\frac {3}{4}}=2}                                           |
| {\displaystyle n=1}: | {\displaystyle \textstyle c_{1}\cdot 2+c_{2}\cdot 3+{\frac {5}{4}}=5}                             |
|                      | {\displaystyle \textstyle \Rightarrow c_{1}=0,c_{2}={\frac {5}{4}}}                               |

Also ist {\displaystyle \textstyle f_{n}={\frac {5}{4}}\cdot 3^{n}+{\frac {1}{2}}\cdot n+{\frac {3}{4}}} die gesuchte Formel.